# 라퍼스빌
라퍼스빌(Rapperswil 스위스 독일어:[ˈrɑpːərʃˌʋiːl] 또는 [ˈrɑpːərsˌʋiːl] ; 줄임말: Rappi)는 이전 의 자치체이다. 2007년 1월부터 이 도시는 취리히 호수 동쪽에 위치한 장크트갈렌주 제-가스터에 있는 라퍼스빌-요나 자치체의 일부가 되었다.

## 역사
라퍼스빌 지역의 정착은 최소 5000년 전으로 거슬러 올라간다. 고고학적 유물은 테크니쿰섬 정착지에서 발견되었다. 각각 제담 지역의 북서쪽에 있는 소위 하일리크(Heilig) 휘즐리(Hüsli)라고 불리는 기술대학(HSR) 근처의 오버제 호숫가에 위치한 후르덴으로 가는 길에 최초의 목조 다리 (BC 1523년, 2001년 재건됨) 유적이 발견되었다. 세 개의 인접한 선사 시대 정착지와 초기 호수 횡단은 유네스코 세계문화유산인 알프스 주변의 선사시대 말뚝 주거지의 일부이다. 2km 떨어진 켐프라텐에는 아마도 헬베티아 공화국의 정착지가 있었을 것이다. 그리고 1세기 초에 로마 시대의 비쿠스 센툼 프라타(100개의 초원을 의미)는 로마의 심장부로 가는 길에 중요한 무역 중심지가 되었다. 후르덴과 라퍼스빌 사이의 신석기 시대 다리는 적어도 165년경에 로마인에 의해 재건되었다.
역사가들은 서기 981년 라퍼스빌에 있는 소위 아인지들러하우스(Einsiedlerhaus)라고 불리는 10세기 페리 정류장과 켐프라트너부흐트의 켐프라텐, 뤼첼라우 및 우프나우 섬 사이에 있는 린덴호프 언덕에 있는 포도원과 아마도 현재의 후르덴에 순례자들을 제담 지협의 선사 시대 다리가 1358년에 재건되기 전에 호수를 건너기 위해 아인지델른이 있었다.

### 라퍼스빌의 백작
라퍼스빌성과 이전 위치 엔딩엔의 요새(아인지델른 수도원에서 제공)는 라퍼스빌 백작, 즉 루돌프 2세와 그의 아들 루돌프 3세 폰 라퍼스빌에 의해 1200년경에 건설되었다. 이 마을은 라퍼스빌의 귀족들이 알텐도르프에서 호수 건너 라퍼스빌로 이주하면서 세워졌다. 오버볼링겐의 반도에는 성 니콜라스 예배당이 언급되어 있으며, 약 1229년에 라퍼스빌 가문에 의해 작은 시토회(나중에 프레몽트레회) 수도원이 세워졌다. 1267년에 인근 마리아첼-바름스바흐 수도원과 통합되었다. 성 마르틴 부스키르히 교회는 취리히 호수 상류 주변에서 가장 오래된 교회 중 하나이다. 라퍼스빌의 시민조차도 루돌프 2세 백작이 린덴호프 언덕의 라퍼스빌 성 옆에 있는 헤렌베르크에 슈타트파르키르헤(성 요한 교구 교회)를 지을 때까지 부스키르흐에서 예배에 참석해야 했다. 알려진 가족 구성원으로는 백작부인 엘리자베트 폰 라퍼스빌(1252/62 –1309년경), 그녀의 아들 베르너 폰 홈베르크, 라이히스보크트(관리)이자 민네상 시인, 요한 1세 폰 합스부르크-라우펜부르크-라퍼스빌 백작(*1295/97년경), 그의 아들 요한 2세(†1380년), 루돌프 브룬에 대항한 야당의 지도자, 취리히 시장은 2년 동안 체포되었고, 1350년에 라퍼스빌의 성벽과 그 성, 알텐도르프 성은 브룬에 의해 파괴되었다.

### 현대사
1358년에서 1360년 사이에 오스트리아 공작 루돌프 4세는 1878년까지 사용되었던 호수를 가로질러 나무 다리를 건설했다. 길이는 약 1,450m, 너비는 4m이다. 546개의 참나무 더미가 설치되었다. 1415년에 이 도시는 스스로 자유를 샀다. 1442년, 구 취리히 전쟁 중에 라퍼스빌은 취리히와 합스부르크 왕조와 동맹을 맺었다. 1458년에 라퍼스빌은 소위 게마이네 헤르샤프트 즉, 구스위스 연방의 2개 주(글라루스 및 슈비츠)와 그 대표자인 라퍼스빌성의 포크트에 의해 통제되었다.
중요한 기반 시설 라인을 따라 위치한 전략적 위치와 번영하는 무역으로 인해 도시는 부유하게 되었다. 이것은 1799년 나폴레옹에 의한 스위스 칸톤의 형성으로 끝난 구스위스 연방 내에서 (특히 합스부르크가 통제하는 영토 내에서) 어느 정도의 자유를 허용했다. 1656년과 1712년(1차 빌메르겐 전쟁과 토겐부르크 전쟁, 또는 제2차 빌메르겐 전쟁)에서 라퍼스빌은 구 스위스 연방의 가톨릭과 개혁주의 주 사이의 전쟁에 참여했다. 라퍼스빌은 처음에 헬베티아 공화국의 일부이자 린트주의 수도인 주였다. 1803년 중재법 이후, 라퍼스빌은 장크트갈렌주에 합류했으며, 이전 라퍼스빌 영지는 라퍼스빌과 요나의 지자체로 분할되었다.
2007년 1월 1일 라퍼스빌과 요나의 이전 지자체가 합병하여 새로운 정치 단체를 형성했다. 2007년 12월을 기준으로 라퍼스빌-요나의 인구는 25,777명이다. 이것은 장크트갈렌의 수도 다음으로 주에서 두 번째로 큰 규모이다.

## 관광

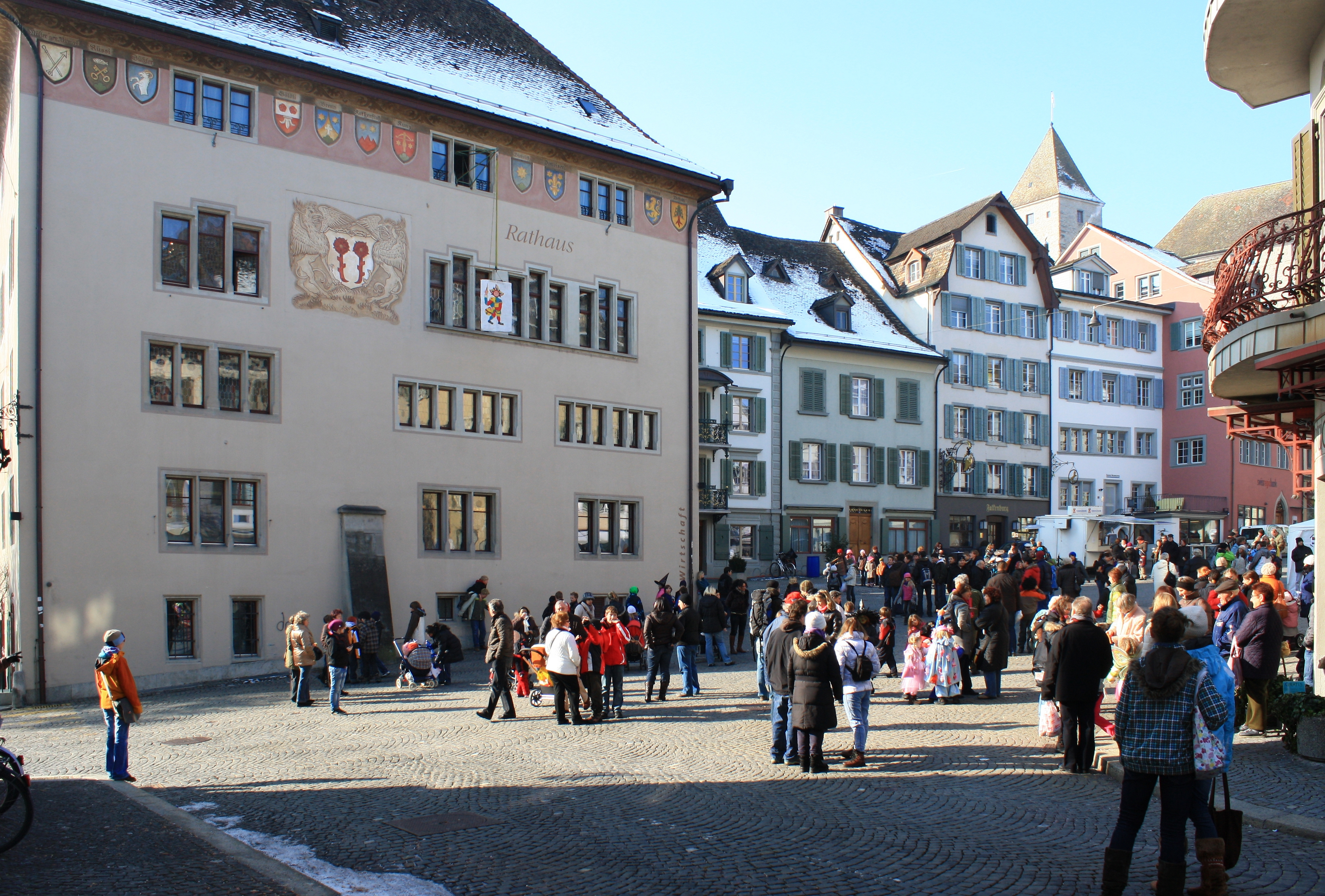
라퍼스빌 시청

도시의 주요 명소는 라퍼스빌의 알트슈타트에 집중되어 있으며 중세 골목을 거닐면서 볼 수 있다. 라퍼스빌의 주요 명소는 장미 정원, 라퍼스빌성, 제담에 위치한 다리 예배당, 하일리크 휘즐리가 있는 후르덴으로 가는 재건된 목조 다리, 카푸친 수도원, 취리히 호수, 린덴호프 언덕에 위치한 중세 요새의 유적이다. 헤렌베르크, 엔겔플라츠, 중앙역, 라퍼스빌 항구의 뷜러알레 및 어시장 광장 등도 있다.
라퍼스빌은 3개의 지정된 공원에 장미가 광범위하게 전시되어 있기 때문에 종종 “장미의 도시”(Rosenstadt)로 불린다. 6월에서 10월 사이에는 600종 15,000개 이상의 식물을 볼 수 있다. 시각 장애인과 장애인이 이용할 수 있는 장미 정원도 시내 중심에 있다.
구시가지(알트슈타트)는 켐프라텐 만에 있는 이 바위 언덕 꼭대기에 자리 잡은 취리히 호수의 엔딩엔, 린덴호프 및 헤렌베르크라고 불리는 반도에 위치한 라퍼스빌성이 지배한다. 성은 1229년에 처음 언급된 13세기 초로 거슬러 올라간다. 1350년 취리히 시장 루돌프 브룬에 의해 파괴 되었다가, 1352/54년 오스트리아 공작 알브레히트 2세에 의해 재건되었다. 사슴은 성을 둘러싼 땅에 서식한다. 1870년부터 이 성은 폴란드 국립 박물관의 본거지가 되었다. 성의 임차인이자, 복원자인 블라디슬라프 브로엘-플라터 백작을 포함하여 폴란드 망명자들에 의해 만들어졌다.
작은 카푸친 수도원은 1606년 취리히에 있는 종교 개혁의 중심지에 상응하는 카톨릭 교회로 호숫가 엔딩거호른에 세워졌다. 수도원 건물은 그곳에 거주하는 수도승이 아닌 라퍼스빌 시민들의 소유이며(엔딩엔 자체는 아인지델른 수도원에 속함) 여전히 사용 중이다. 이 도시의 주요 교회에는 로마 가톨릭 성 요한 교회 (13세기 초에 건축됨), 묘지 예배당(Liebfrauenkapelle) 및 작은 개신교 교회가 있다.
장소의 위치적 이점은 1919년에 라퍼스빌에 본부를 세운 국립 서커스 크니를 끌어들였다. 현재 서커스는 서커스 박물관과 특히 어린이를 대상으로 하는 라퍼스빌에 위치한 크니 어린이동물원를 책임지고 있다. 라퍼스빌은 또한 라퍼스빌 응용과학 대학교(HSR) 및 취리히 및 장크트갈렌주의 경제학 학교를 주최한다.
취리히호 해운(일반적으로 ZSG로 약칭)는 취리히 호수에서 여객선을 운항하며, 취리히 뷔르클리 광장과 라퍼스빌 반도 사이의 주변 마을과 항구 지역을 연결한다.

## 교통
라퍼스빌역은 S5, S7, S15, S26 및 S40 노선 상에 있는 쥐토스트반(SOB)과 취리히 S-반의 연결점이다. 역은 각각 취리히 중앙역에서 S5로 36분, 장크트갈렌에서 포어알펜 익스프레스(쥐토스트반)의 인터레기오를 타고 55분 거리에 있다. 기차역 건물을 제외한 철도와 기반 시설은 2016년 6월/7월까지 재건되었다. 2008년부터 라퍼스빌-요나의 버스 서비스는 취리히호와 고원 교통회사(Verkehrsbetriebe Zürichsee und Oberland)가 담당하고 있다.
2016년 기준으로 매일 평균 26,000대의 도로 차량이 라퍼스빌의 제담 둑길과 역거리 반호프슈트라세 도로를 건너고 있다. 2016년 6월 30일부로 라퍼스빌-요나는 러시아워 동안 도로와 철도의 교통체증을 완화하기 위해 소위 차량 가격에 대한 파일럿 프로젝트에 스위스 최초의 도시로 참여할 것으로 예상된다.

## 문화유산
취리히 호수와 오버제 호수 지역 사이의 제담 지협에 있는 오버제 호숫가에 위치한 이 지역은 선사 시대 호수 교차로와 매우 가깝고 4개의 선사 시대 말뚝 주거 정착지가 이웃하고 있다: 프라이엔바흐–후르덴 로스호른, 프라이엔바흐–후르덴 제펠트, 제구벨 및 라퍼스빌-요나–테히니쿰. 시간이 흐르면서 호수의 크기가 커졌기 때문에 원래의 말뚝은 현재 406m에 이르는 수위 아래 약 4m에서 7m 지점에 있었다.
알프스 주변의 선사시대 말뚝 주거지는 유네스코 세계문화유산 56개 스위스 유적지의 일부일 뿐만 아니라, 정착촌은 스위스 국가 및 지역 중요문화재 목록에 국가 중요 A등급 대상으로 등재되어 있다.